# Jetour
Jetour (кит. 捷途) — отдельный бренд китайского автопроизводителя и автоконцерна Chery, созданный в январе 2018 года. Название бренда состоит из комбинации английских слов jet («реактивный самолёт») и tour («путешествие»).

## История
Первым представленным автомобилем бренда стал Jetour X70, выпущенный в сентябре 2018 года, за ним последовал более крупный X90 в марте 2019 года и ещё более крупный X95 в декабре 2019 года.
С 29 июня 2023 года бренд официально представлен на российском автомобильном рынке.
|  |  |  |  |
|  |  |  |  |